# S'Albufera des Grau Natural Park
S'Albufera des Grau Natural Park är en park i Spanien.   Den ligger i regionen Balearerna, i den östra delen av landet, 700 km öster om huvudstaden Madrid. S'Albufera des Grau Natural Park ligger 63 meter över havet.
Terrängen runt S'Albufera des Grau Natural Park är platt. Havet är nära S'Albufera des Grau Natural Park åt nordost.  Närmaste större samhälle är Maó, 9,9 km söder om S'Albufera des Grau Natural Park. 